# Rhytiphora iliaca
Rhytiphora iliaca là một loài bọ cánh cứng trong họ Cerambycidae.